# Ānābāy
Ānābāy (persiska: Ānāpāy, آناپای, آنابای) är en ort i Iran.   Den ligger i provinsen Nordkhorasan, i den nordöstra delen av landet, 500 km nordost om huvudstaden Teheran. Ānābāy ligger 1 149 meter över havet och antalet invånare är 182.
Terrängen runt Ānābāy är huvudsakligen kuperad. Ānābāy ligger nere i en dal.Runt Ānābāy är det ganska glesbefolkat, med 27 invånare per kvadratkilometer. Närmaste större samhälle är Rāz, 11,7 km öster om Ānābāy. Trakten runt Ānābāy består i huvudsak av gräsmarker.